# Spurilla
Spurilla is een geslacht van weekdieren uit de klasse van de Gastropoda (slakken).

## Soorten
- Spurilla braziliana MacFarland, 1909
- Spurilla croisicensis (Labbé, 1923)
- Spurilla dupontae Carmona, Lei, Pola, Gosliner, Valdés & Cervera, 2014
- Spurilla neapolitana (Delle Chiaje, 1841)
- Spurilla sargassicola Bergh, 1871